# 広渡常敏
広渡 常敏（ひろわたり つねとし、1926年8月3日 - 2006年9月24日）は、福岡県宗像郡福間町（現福津市）出身の劇作家、演出家。

## 人物
- 九州帝国大学法文学部美学科中退後、上京。1946年早稲田大学・東京大学などの学生演劇から劇団俳優座演出部に参加。1948年俳優座演出部所属、1953年から1955年まで東映撮影所にて助監督・シナリオライター。
- 1954年劇団三期会創立公演「みんな我が子」を演出、1955年同会所属。1957年岸田國士賞受賞。
- 1967年東京演劇アンサンブルと改称し代表。1969年「首」で芸術選奨新人賞受賞。1977年練馬に劇場「ブレヒトの芝居小屋」を作り拠点に活動。1990年坂口安吾「桜の森の満開の下」ニューヨーク公演、1991年ソウル公演、1994年チェーホフ「かもめ」モスクワ芸術座・タガンローグ公演、1996年座・新劇合同公演で木下順二「風浪」演出、劇団創立40周年記念公演「真実の学校」作・演出、2000年「桜の森の満開の下」ロンドン・ウランウデ公演の脚本・演出。他に久保栄らの作品を手がけた。2004年日本新劇制作者協会賞、2006年倉林誠一郎記念賞受賞。

## 著書
- 稽古場の手帖 ブレヒトの芝居小屋からの報告 三一書房 1977.9
- 夜の空を翔ける 広渡常敏戯曲集 三一書房 1981.10
- ナイーヴな世界へ ブレヒトの芝居小屋 稽古場の手帖 影書房 2003.5
- ヒロシマの夜打つ太鼓 広渡常敏戯曲集 影書房 2005.11
- 青春無頼 影書房 2006.12